# Psychoda wilsoni
Psychoda wilsoni är en tvåvingeart som beskrevs av Quate 1967. Psychoda wilsoni ingår i släktet Psychoda och familjen fjärilsmyggor. Inga underarter finns listade i Catalogue of Life.